# Macchia Nera
Macchia Nera (in inglese Phantom Blot, "macchia fantasma'") è un personaggio dei fumetti della Disney.
Creato nel 1939 da Floyd Gottfredson (disegni) e Merrill De Maris (testi), è uno dei principali e più inquietanti antagonisti di Topolino, comparso come protagonista o comprimario in centinaia di storie a fumetti realizzate in vari paesi del mondo.

## Descrizione e personalità
Alto, con le braccia lunghe e le spalle squadrate, Macchia Nera veste una tunica nera lunga fino alle scarpe con ampie maniche svasate, completa di cappuccio con due buchi per gli occhi, che gli cela completamente il viso e lo rende molto simile ad un fantasma. Viene quindi abitualmente raffigurato come una sagoma nera, dalla postura minacciosa, in cui sono visibili solo gli occhi, che canonicamente sono due semplici ovali bianchi senza espressione; alcuni disegnatori tuttavia gli disegnano gli occhi completi di pupille nere e deformati dalle espressioni (solitamente minacciose) o addirittura anche la bocca, come se fosse un essere completamente nero. 
Il suo volto, caratterizzato da capelli neri impomatati, basette e baffi sottili e lunghi, è comunque noto e viene mostrato in alcune storie: alcuni sostengono che il viso sia ispirato a quello dello stesso Walt Disney, mentre altri lo collegano all'attore degli anni trenta Adolphe Menjou.
È un criminale che agisce in genere nella città di Topolinia, motivato soprattutto dal desiderio di potere e di gloria. Solitamente "lavora" solo, oppure a capo di una banda i cui componenti non sono personaggi ricorrenti e appaiono soggiogati alla sua persona, e spesso compaiono solo in una storia. A differenza di Gambadilegno, altro grande nemico di Topolino, è straordinariamente intelligente, furbo, sfuggente, ma comunque infido, malvagio, crudele, arrogante e troppo sicuro di sé. Spesso firma i suoi messaggi con una macchia d'inchiostro e, essendo un "genio del male", è in grado di costruire ogni sorta di armi e dispositivi tecnologici per realizzare i suoi progetti. Ama utilizzare l'inganno e la manipolazione per raggiungere i suoi scopi, e spesso ha ordito piani per piegare altri personaggi, tra cui lo stesso Topolino, al proprio volere.
Nelle storie brevi dei comic books americani degli anni '60 e '70 venne fatta una reinterpretazione macchiettistica e farsesca di Macchia Nera, in linea col tono spesso demenziale delle storie.

## Storia editoriale
Floyd Gottfredson, ideatore di Macchia Nera insieme allo sceneggiatore Merrill De Maris, ha spiegato in un'intervista le origini del personaggio:
(Floyd Gottfredson)
È apparso per la prima volta nel 1939 sulle strisce quotidiane disegnate da Floyd Gottfredson e scritte da Merrill De Maris, nella storia nota come Topolino e il mistero di Macchia Nera (Outwits the Phantom Blot, 1939). Come molti personaggi ideati da Gottfredson in quel periodo (Giuseppe Tubi, Bubbo l'illusionista ed altri), Macchia Nera non era stato concepito come personaggio ricorrente e quindi non è stato più utilizzato dai suoi autori, e di fatto scompare dalle storie di produzione americana per molti anni.
Viene ripreso per la prima volta nel 1955 nella storia realizzata in Italia da Guido Martina e Romano Scarpa dal titolo Topolino e il doppio segreto di Macchia Nera. Nel 1960 avviene la sua terza apparizione nella storia italiana Topolino e il re dei mendicanti, in cui Macchia Nera è il capo della malavita di Topolinia. A partire da questo momento diviene un nemico ricorrente di Topolino nelle storie italiane.
Sull'onda della riscoperta italiana del personaggio, nel 1964 Macchia Nera viene reintrodotto anche nei comic book statunitensi editi dalla Western Publishing con la storia The return of the Phantom Blot (disegnata da Paul Murry e pubblicata a puntate su Walt Disney's Comics and Stories numeri 284-287). Al termine della pubblicazione, sulla stessa testata fu annunciata a breve l'apertura di una nuova testata dedicata al personaggio, The Phantom Blot, chiusa dopo sette numeri (usciti tra il 1964 e il 1966). I testi erano di Del Connell e di Bob Ogle e i disegni di Paul Murry. In questi albi a lui dedicati Macchia Nera appare goffo e maldestro ed è spesso vittima di gag comiche che lo mettono in ridicolo (soprattutto nelle autoconclusive di una pagina). Nel numero 4 di The Phantom Blot viene anche introdotta l'infatuazione per Macchia Nera da parte di Maga Magò (Macchia Nera finge di ricambiarla per fini prettamente opportunistici), che poi verrà ripresa e approfondita dagli autori dello Studio Disney e da quelli brasiliani. Ad ogni modo Macchia Nera viene comunque caratterizzato come più intelligente dei suoi sgherri e si dimostra talvolta un provetto inventore al pari di Spennacchiotto (soprattutto nelle storie di Super Pippo). Nelle storie statunitensi (e, successivamente, anche delle altre nazioni ad eccezione di quelle italiane), Macchia Nera non mostra mai il suo vero volto, forse per un presunto veto di Walt Disney in persona (che, secondo un'ipotesi, sarebbe rimasto irritato dalla somiglianza tra il suo volto e quello di Macchia Nera). Anche la figlia e i nipoti di Macchia Nera compaiono sempre incappucciati. Inoltre il fatto che alcuni autori, a partire da Roger Armstrong nel 1975, abbiano munito il volto incappucciato di una bocca, dà quasi l'impressione che in realtà Macchia Nera non abbia un vero volto ma sia un essere completamente nero simile al personaggio di Cattivik.
Ulteriori storie del personaggio furono pubblicate tra il 1975 e il 1984 sulle testate Super Goof (in cui ovviamente fronteggia Super Pippo) e Walt Disney's Comics and Stories.
Negli anni 2000 Macchia Nera è stato utilizzato frequentemente nelle storie di produzione italiana, a volte con originali reinterpretazioni.
Nella saga degli Ultraheroes (2008) è un membro dei Bad-7, una malvagia associazione di supercriminali il cui scopo è recuperare tutti gli Ultrapod al posto degli Ultraheroes; qui indossa il suo costume nero coperto da un ampio mantello rosso allacciato con due grosse fibbie gialle; sul torace è presente una lettera "M" rossa; il suo principale potere è mutarsi da liquido a solido grazie ad un dispositivo nascosto nel mantello.
Nella saga di Darkenblot scritta da Casty a partire dal 2012, Lorenzo Pastrovicchio rinnova la veste grafica del personaggio rendendola più moderna e tecnologica, ed equipaggiandolo con una nuova livrea giallo/arancio.
Nell'agosto 2021, in una storia in due puntate intitolata Io sono Macchia Nera, scritta da Marco Nucci e disegnata da Casty, il personaggio viene rilanciato, in modo da renderlo nuovamente un cattivo inquietante e tenebroso, più simile al Macchia Nera delle origini.

## Altri media

### Televisione
- Macchia Nera fa la sua prima apparizione nei cartoni animati all'interno della Camminata Disney, sigla animata realizzata da Romano Scarpa nel 1982 per il programma Topolino show.
- Compare poi nell'episodio 63 della serie DuckTales - Avventure di paperi, intitolato "Macchia Nera e l'aereo invisibile".
- Il personaggio compare in altre serie animate Mickey Mouse Works, House of Mouse - Il Topoclub e Topolino.
- Macchia Nera compare come uno dei membri dell'organizzazione criminale F.O.W.L. e come vecchio nemico giurato di Amelia, nella serie animata a reboot DuckTales.

### Videogiochi
Epic Mickey - La leggendaria sfida di Topolino: Il personaggio compare anche come antagonista principale nel gioco con un ruolo totalmente diverso rispetto a quello presente nei fumetti e nei cartoni animati: è una mostruosa creatura cataclismica, conosciuta semplicemente come l'Ombra di Macchia Nera (in originale Shadow Blot, "macchia ombra"), creata accidentalmente da un giovane Topolino, fatta di inchiostro e solvente magici per creare una copia di se stesso (ciò rende Macchia Nera la nemesi di Topolino), che porta disordine e caos nella città dei personaggi Disney dimenticati, Rifiutolandia.

## Il nome in altre lingue
- inglese: The Phantom Blot
- danese: Sorte Slyngel
- tedesco: Schwarzes Phantom
- finlandese: Mustakaapu
- francese: Le Fantôme Noir
- norvegese: Spøkelseskladden
- portoghese: Mancha Negra
- svedese: Spökplumpen
- spagnolo: Mancha Negra (precedentemente, Máscara Negra)
- giapponese: Fantomu Burotto